# Iris van Loen
Iris van Loen (Amsterdam, 2 april 1998) is een Nederlandse actrice.

## Biografie
Van Loen begon op jonge leeftijd met het spelen in de musicals Ciske de Rat en Marry Poppins van Joop van den Ende, en de NJMT-productie van Oorlogswinter de musical. 
In 2014 speelde ze haar eerste grote rol als Dorothy in Tovenaar van Oz de musical. Verder heeft ze haar vwo-diploma behaald op het Hermann Wesselink College in Amstelveen en heeft ze een vooropleiding muziektheater gevolgd aan Codarts te Rotterdam. 
Sinds 5 september 2016 is Van Loen te zien als Maud Overmars in de jeugdserie SpangaS.